# Albert Hosp

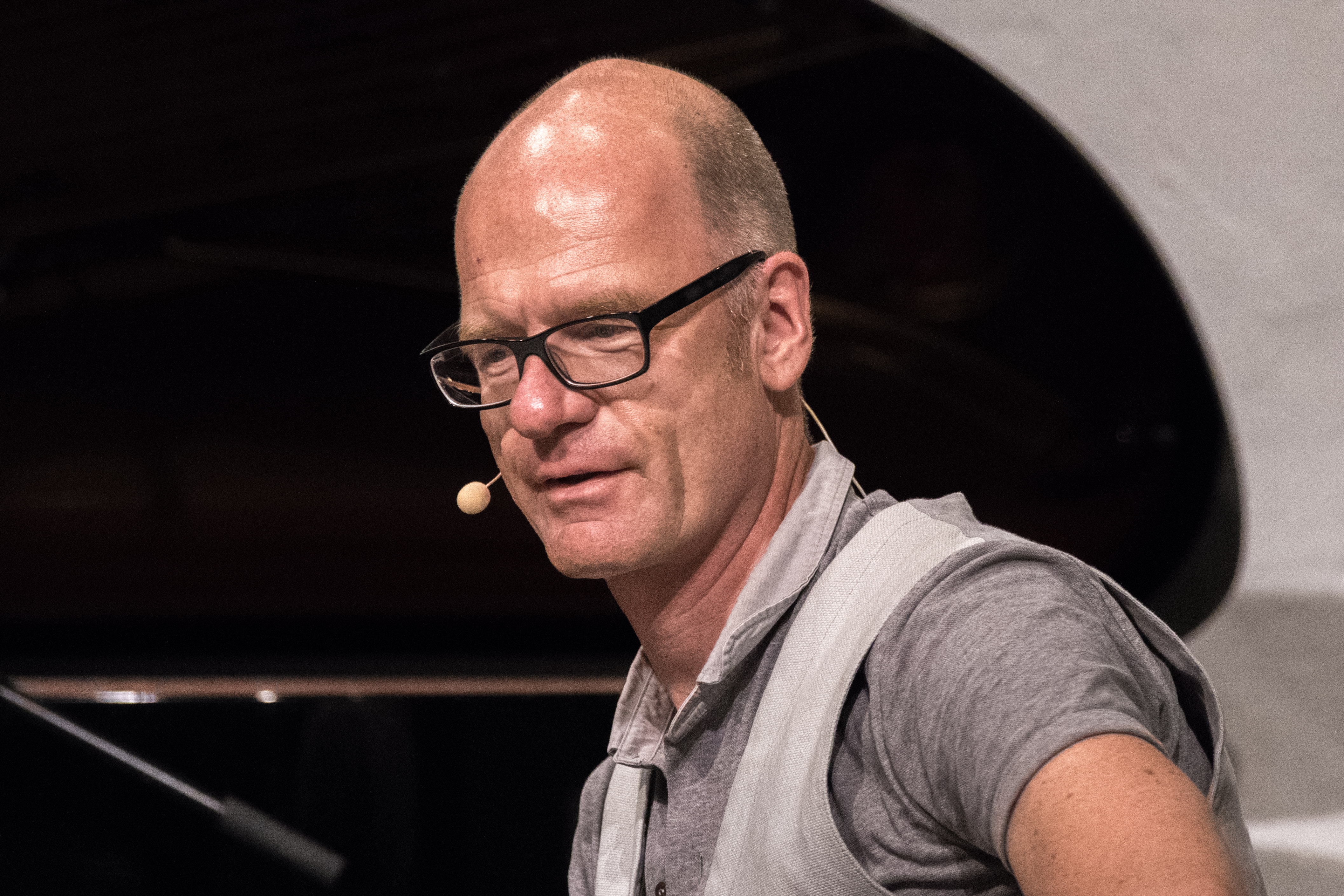
Albert Hosp beim Klassik-Treffpunkt über die 'Landgänge 2018' im Salzhof in Freistadt

Albert Hosp (* 1964 in Wien) ist ein österreichischer Musikjournalist und Moderator beim Hörfunksender Ö1.

## Leben
Hosp studierte fünf Jahre Blockflöte, zehn Jahre Violine, sechs Jahre Musik- und Theaterwissenschaft, zwei Jahre Jazztheorie sowie drei Jahre Gesang, ohne eines dieser Studien abzuschließen.
Seit 1987 ist er beim ORF-Hörfunk als Moderator tätig und gestaltet Musiksendungen des Ö1, unter anderem für die Sendereihen Klassik-Treffpunkt, Spielräume Ausgewählt und Pasticcio.
Von 1990 bis 2001 arbeitete Albert Hosp als Chorleiter, u. a. mit der Wiener Singakademie und dem Chor der Alten Burse, sowie als Ensemblesänger und Solist, u. a. im Männerquartett Close Harmony. In dieser Zeit verfasste er zahlreiche A-cappella-Arrangements von Spirituals, Pop Songs und Deutschen Schlagern.
Als Sprecher ist er vor allem in Werken zeitgenössischer Musik tätig. So wirkte er bei Uraufführungen von Peter Androsch, Friedrich Cerha, Kurt Estermann, Hannes Heher, Alexander Stankowski und Otto M. Zykan mit.
Hosp ist seit 1997 Kurator des von ihm mitbegründeten und in enger Kooperation mit Ö1 abgehaltenen Festivals Glatt & Verkehrt in Krems und seit 2018 dessen künstlerischer Leiter in Nachfolge von Jo Aichinger.
Albert Hosp hat vier Kinder und lebt mit seiner Familie in Wien.

## Auszeichnungen
- 1993 lobende Anerkennung beim Andreas-Reischek-Preis[5] für die mehr als 100 Teile umfassende Serie Mozart – Passagen 1791.[6]
- 2002 Radiopreis der Erwachsenenbildung Österreich in der Sparte Kultur für Ausgewählt – Aktuelles vom Plattenmarkt: ORF/Ö1
- 2010 Radiopreis der Erwachsenenbildung Österreich in der Sparte Kultur für Radiokolleg – Musikviertelstunde (ORF/Ö1), gemeinsam mit Ina Zwerger
- 2016 4. Platz in der Kategorie Best Music Special beim Bewerb New York Festivals – Best Radio Programs in the World[5]